# Brittiska mästerskapet 1913/1914
Brittiska mästerskapet 1913/1914 var den 31:a säsongen av Brittiska mästerskapet i fotboll. Irland vann mästerskapet och tog sin andra titel, Irlands första titeln som inte delades med några andra nationer (den första titeln togs 1902/1903 och delades med både England och Skottland).

## Tabell
| Nr | Lag       | S | V | O | F | GM | IM | MS | P |
| -- | --------- | - | - | - | - | -- | -- | -- | - |
| 1  | Irland    | 3 | 2 | 1 | 0 | 6  | 2  | +4 | 5 |
| 2  | Skottland | 3 | 1 | 2 | 0 | 4  | 1  | +3 | 4 |
| 3  | England   | 3 | 1 | 0 | 2 | 3  | 6  | −3 | 2 |
| 4  | Wales     | 3 | 0 | 1 | 2 | 1  | 4  | −3 | 1 |

## Matcher
|  | 19 januari 1914 | Wales      | 1 – 2 | Irland             | Racecourse Ground |         |
|  |                 | Evan Jones |       | ×2 Billy Gillespie | Wrexham           | Wrexham |
|  |                 |            |       |                    | Wrexham           | Wrexham |
|  |                 |            |       |                    | Wrexham           | Wrexham |

|  | 14 februari 1914 | England | 0 – 3 | Irland                        | Ayresome Park |               |
|  |                  |         |       | ×2 Bill Lacey Billy Gillespie | Middlesbrough | Middlesbrough |
|  |                  |         |       |                               | Middlesbrough | Middlesbrough |
|  |                  |         |       |                               | Middlesbrough | Middlesbrough |

|  | 28 februari 1914 | Skottland | 0 – 0 | Wales | Celtic Park                                            |  |
|  |                  |           |       |       | Glasgow Publik: 10 000 Domare: Harold Taylor (England) |  |
|  |                  |           |       |       |                                                        |  |
|  |                  |           |       |       |                                                        |  |

|  | 14 mars 1914 | Irland           | 1 – 1   | Skottland         | Windsor Park                                             |                                                          |
|  |              | Samuel Young 89′ | (0 – 0) | 70′ Joe Donnachie | Belfast Publik: 31 000 Domare: Herbert Bamlett (England) | Belfast Publik: 31 000 Domare: Herbert Bamlett (England) |
|  |              |                  |         |                   | Belfast Publik: 31 000 Domare: Herbert Bamlett (England) | Belfast Publik: 31 000 Domare: Herbert Bamlett (England) |
|  |              |                  |         |                   | Belfast Publik: 31 000 Domare: Herbert Bamlett (England) | Belfast Publik: 31 000 Domare: Herbert Bamlett (England) |

|  | 16 mars 1914 | Wales | 0 – 2 | England                   | Ninian Park |         |
|  |              |       |       | Joe Smith William Wedlock | Cardiff     | Cardiff |
|  |              |       |       |                           | Cardiff     | Cardiff |
|  |              |       |       |                           | Cardiff     | Cardiff |

|  | 4 april 1914 | Skottland                                              | 3 – 1   | England            | Hampden Park                                              |                                                           |
|  |              | Charlie Thomson 2′ Jimmy McMenemy 50′ William Reid 67′ | (1 – 1) | 19′ Harold Fleming | Glasgow Publik: 105 000 Domare: Herbert Bamlett (England) | Glasgow Publik: 105 000 Domare: Herbert Bamlett (England) |
|  |              |                                                        |         |                    | Glasgow Publik: 105 000 Domare: Herbert Bamlett (England) | Glasgow Publik: 105 000 Domare: Herbert Bamlett (England) |
|  |              |                                                        |         |                    | Glasgow Publik: 105 000 Domare: Herbert Bamlett (England) | Glasgow Publik: 105 000 Domare: Herbert Bamlett (England) |